# Château de Fatetar
Perché sur le Mont du Château, le château du Fatetar est situé dans la municipalité d'Espera, dans la province de Cadix en Andalousie. Jadis, il dépendait d'Arcos ainsi que de Carissa et Santiago de Criste et bénéficiait de beaucoup de prérogatives sous Alfonso X.
Le château de Fatetar domine la colline sur la pente de laquelle se trouve le village d'Espera. Il exerce un contrôle direct sur le fleuve Salado. Il est également relié au château de Matrera de Villamartin et au château limitrophe d'Arcos. 
Historiquement, le roi Hesperus y a construit son sanctuaire ou un observatoire astronomique. De même, il y a peu de nouvelles de l'ère musulmane. Des historiens racontent qu'Abderraman III a ordonné la construction du château de Fatetar en 914 sur les ruines d'un bâtiment wisigoth.